# Істаксіватль
Істаксі́ватль, або Іштаксі́ватль (ісп. Iztaccíhuatl; науатль Iztaccihuāt МФА: [iʃtakˈsiwatɬ]: іштак — білий і сіватль — жінка: Біла жінка) — третя за висотою вершина  Мексики (після вулканів Орісаба, 5636 м, і Попокатепетль, 5426 м). У побуті гору називають просто Іста.
Вулкан має чотири вершини, найвища з яких Печо (ісп. el pecho — «груди») сягає 5230 м н.р.м. Із заходу і сходу силуети цих вершин нагадують голову, груди, коліна і ступні сплячої жіночої фігури. Іштаксіватль знаходиться в 70 км на південний схід від Мехіко, і її вкриту снігом вершину можна бачити з міста. У зв'язку з близькістю до столиці (спочатку імперії ацтеків, а тепер сучасної Мексики), образ вулкана відображений в багатьох літературних і художніх творах.
Перше сходження на Іштаксіватль в сучасній історії було здійснено в 1889 р. Археологічні знахідки вказують на те, що ацтеки та представники більш ранніх цивілізацій також сходили на вулкан.

## Легенда про Попокатепетль і Іштаксіватль
В  міфології ацтеків і їхніх попередників існує багато легенд про утворення вулканів Іста і Попо. За однією з них, принцеса Іштаксіватль покохала одного з воїнів батька. Батько відіслал її коханого на війну в  Оахаку, пообіцявши йому свою дочку в дружини після повернення з перемогою (батько був впевнений, що той не повернеться). У відсутність Попокатепетля один з прихильників принцеси сказав їй, що її коханий загинув у бою та умовив її вийти заміж за нього. Наперекір долі Попокатепетль повернувся з перемогою. Іштаксіватль, яка до цього часу була віддана іншому, наклала на себе руки. Не переживши втрати, Попокатепетль теж заподіяв собі смерть. Здивовані силою їхнього кохання боги перетворили коханих на дві гори, що стоять по сусідству, щоб вони навіки змогли бути поруч один з одним.
Вулкан Іштаксіватль називають «Біла жінка» або «Спляча жінка» тому, що він нагадує жінку, що спить на спині, а й тому, що він часто вкритий снігом. Вулкан Попокатепетль стоїть неподалік, охороняючи її сон і приховуючи свою лють, яка, однак, виривається при періодичних виверженнях. Іштаксіватль поряд з вулканом Попокатепетль згадується в романі Веніаміна Каверіна «Два капітани».

## Галерея

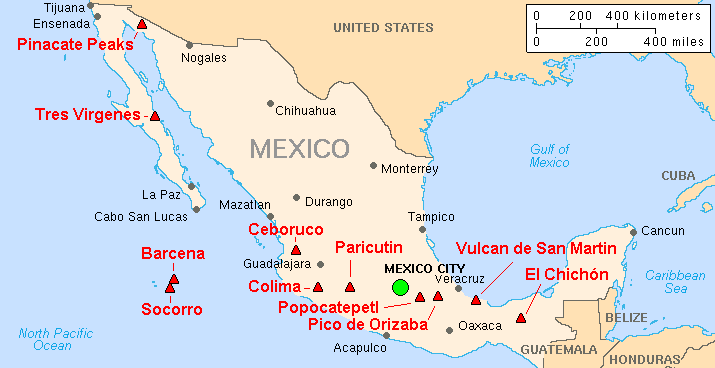
Основні вулкани Мексики (Істу не позначено, див. Попокатепетль)
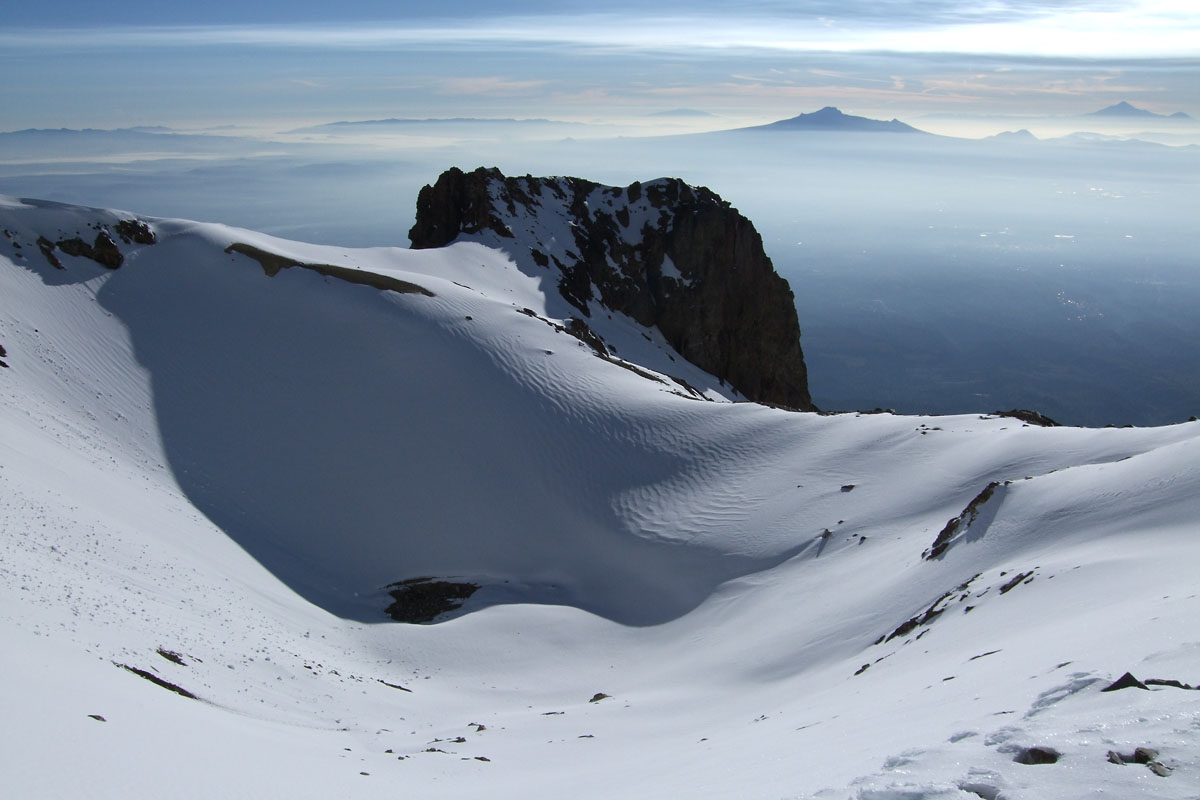
Кратер Істи та Орісаба на задньому плані (вересень 2007)
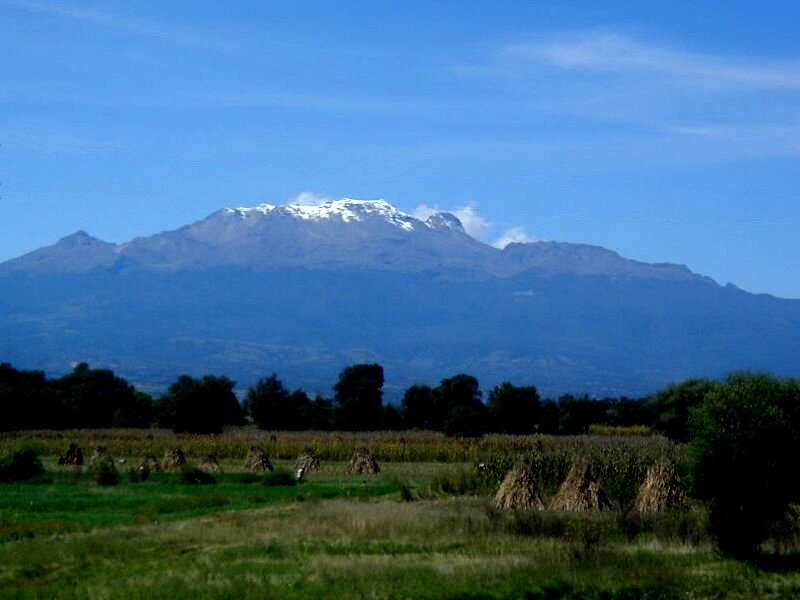
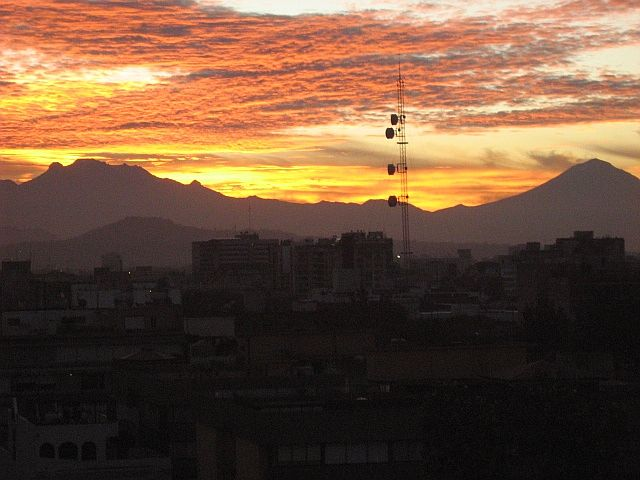
Іштаксіватль і Попокатепетль
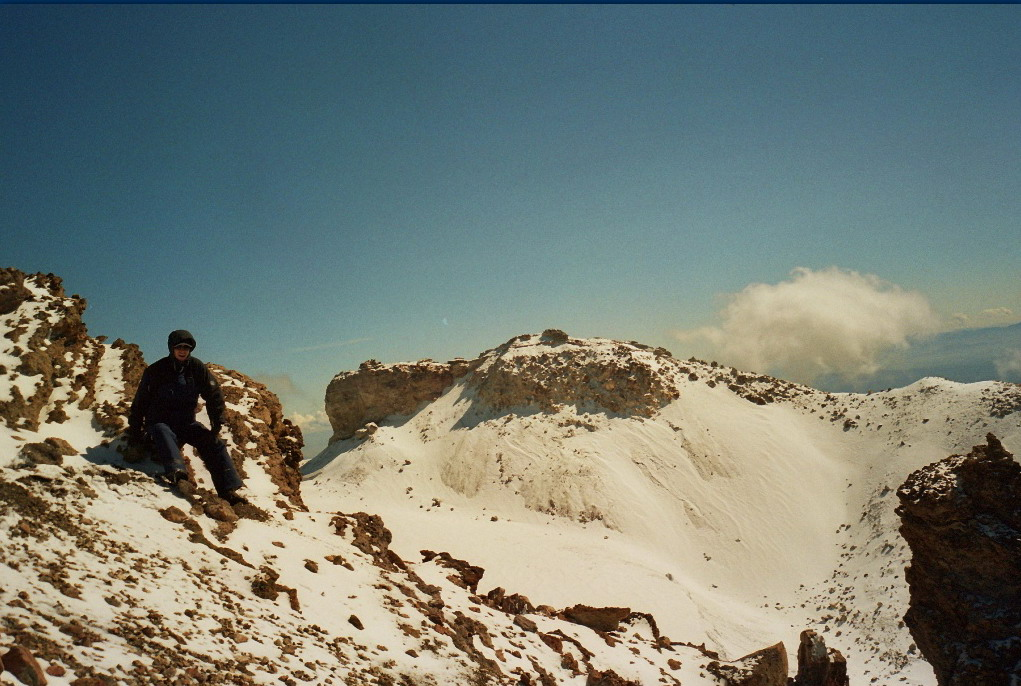

### Описи
- Iztaccíhuatl — Volcano World
- Iztaccíhuatl — Ski Mountaineer [Архівовано 6 серпня 2020 у Wayback Machine.]
- Iztaccíhuatl — Peakware World Mountain Encyclopedia [Архівовано 3 квітня 2014 у Wayback Machine.]

### Карти
- Iztaccíhuatl — Google Map
- Iztaccíhuatl — Yahoo Map [Архівовано 13 березня 2009 у Wayback Machine.]
- Iztaccíhuatl — MSN Map
- Iztaccíhuatl — National Geographic

### Інше
- Iztaccíhuatl — Stamps [Архівовано 4 березня 2016 у Wayback Machine.]
- Legend of The Sleeping Lady and Smoking Mountain